# Jalea (sous-marin, 1913)
Pour les articles homonymes, voir Jalea (sous-marin).
Le Jalea est un sous-marin de la classe Medusa, en service dans la Regia Marina lancé au début des années 1910 et ayant servi pendant la Première Guerre mondiale.

## Caractéristiques
La classe Medusa déplaçait 250 tonnes en surface et 305 tonnes en immersion. Les sous-marins mesuraient 45,15 mètres de long, avaient une largeur de 4,2 mètres et un tirant d'eau de 3 mètres. Ils avaient une profondeur de plongée opérationnelle de 40 mètres. Leur équipage comptait 2 officiers et 19 sous-officiers et marins. 
Pour la navigation de surface, les sous-marins étaient propulsés par deux moteurs diesel FIAT de 325 chevaux-vapeur (cv) (239 kW) chacun  entraînant deux arbres d'hélices. En immersion, chaque hélice était entraînée par un moteur électrique  Savigliano de 150 chevaux-vapeur (110 kW). Ils pouvaient atteindre 12,5 nœuds (23,1 km/h) en surface et 8,2 nœuds (15,1 km/h) sous l'eau. En surface, la classe Medusa avait une autonomie de 1 200 milles nautiques (2 222 km) à 8 noeuds (14,8 km/h); en immersion, elle avait une autonomie de 54 milles nautiques (100 km) à 6 noeuds (11,1 km/h).
Les sous-marins étaient armés de deux tubes lance-torpilles à l'avant de 45 centimètres, pour lesquels ils transportaient un total de 4 torpilles.

## Construction et mise en service
Le Argo est construit par le chantier naval FIAT-San Giorgio de La Spezia en Italie, et mis sur cale le 10 mars 1911. Il est lancé le 3 août 1913 et est achevé et mis en service le 1er septembre 1913. Il est commissionné le même jour dans la Regia Marina.

## Historique
Une fois opérationnel, le Jalea est stationné à La Spezia, au sein du 1er escadron de sous-marins,.
Il est employé pour la formation des sous-mariniers dans le nord de la mer Tyrrhénienne, étant temporairement stationné plusieurs fois à La Maddalena,.
Devenu chef d'escadron sous le commandement du capitaine de frégate (capitano di fregata) Ernesto Giovannini, il quitte la base ligurienne en août 1914 et s'installe à Messine,,.
Plus tard, il se rend à Venise, avec son navire-jumeau (sister ship) Zoea et avec l'escorte de l'unité de soutien Lombardia,.
Après l'entrée de l'Italie dans la Première Guerre mondiale - alors qu'il est basé à Venise, chef d'escadron du Ier Escadron de sous-marins - il opère dans les eaux côtières de l'Adriatique, sur les routes commerciales austro-hongroises et au large des ports de l'Empire austro-hongrois, en effectuant sept missions offensives,.
Le 16 août 1915, il quitte Venise pour se déployer dans une plongée entre le haut-fond "Mula di Muggia" (5 milles nautiques (9 km) au large de Grado) et Punta Sdobba (Foce dell'Isonzo) et stationne au large de Porto Buso dans la nuit du 17 au 18 pour soutenir des torpilleurs qui doivent poser un champ de mines dans le golfe de Trieste,. Le 17 août à 4h30 du matin, le sous-marin est aperçu à plusieurs reprises depuis les feux de circulation de Grado,.
Le 18 août, à l'aube, un homme accroché à une bouée de brise-lames à Grado est aperçu à la suite d'appels ; secouru, l'homme s'est avéré être le torpilleur Arturo Vietri, appartenant à l'équipage du Jalea et seul survivant du sous-marin,.
Son récit nous apprend les circonstances de la perte du sous-marin,. Arrivé dans le golfe de Trieste, le Jalea s'est posé sur le fond marin le 17 à midi et l'équipage a pris son petit déjeuner; à une heure de l'après-midi, le sous-marin est parti vers le nord-est, au milieu du golfe,. A 14h30, alors qu'il se retourne pour faire marche arrière, l'unité heurte une mine à l'avant et commencé à couler, s'installant sur un fond de 14 mètres à environ 3 milles nautiques (5 km) à l'est/sud-est de Mula di Muggia,,,. 
Vietri a exhorté le commandant Giovannini d'abandonner le sous-marin, mais il a décidé de périr avec lui. Sur les 20 hommes d'équipage (deux officiers, cinq sous-officiers et 13 chefs et marins disparaissent), seuls Vietri, le sous-lieutenant Guido Cavalieri, le chef de deuxième classe Ciro Armellino, le torpilleur Tullio di Biagio, l'électricien Giuseppe Motolese et le marin Alfredo Giacometti réussissent à s'échapper de l'épave par l'écoutille avant,. 
Les six survivants essaient alors de nager jusqu'à la côte de Grado, le territoire le plus proche aux mains des Italiens, pour éviter d'être capturés, mais Cavalieri, Armellino, Di Biagio, Motolese et Giacometti sont morts dans la tentative; seul Vietri a survécu et a été secouru par un bateau à moteur, après avoir passé 14 heures dans l'eau,,,.
L'épave du Jalea (identifiée déjà dix jours après le naufrage par un hydravion piloté par le lieutenant de vaisseau (tenente di vascello) Giuseppe Miraglia) est récupérée par des pontons en mai 1954, apportée au chantier naval de Monfalcone et y est démolie; les restes de 11 des membres de l'équipage sont enterrés dans le Mémorial de Redipuglia.